# Comitatul Montgomery, Ohio
Comitatul Montgomery , conform originalului din limba engleză, Montgomery County (codul său FIPS este 39 - 113 Arhivat în 1 august 2011, la Wayback Machine.), este unul din cele 88 de comitate ale statului american Ohio. Sediul comitatului este localitatea Dayton. GR6
Situat în partea sud-vestică a statului Ohio, Montgomery County se învecinează cu șapte alte comitate din statul Ohio. Conform datelor recensământului din anul 2000, populația comitatului fusese de 559.062 de locuitori, în timp ce în anul 2010 populația scăzuse la 535.153 de locuitori.
Comitatul a fost numit în onoarea generalului al Armatei Continentale, Richard Montgomery, unul din americanii Războiului American de Independență ucis în 1775 în timpul campaniei de încercare de a captura Quebec City, Canada.  Montgomery County este al cincilea cel mai populat comitat al statului Ohio.
Comitatul este parte a zonei metropolitane existente în jurul sediul comitatului, localitatea Dayton, denumită omonim Dayton Metropolitan Statistical Area, cunoscută și ca Greater Dayton.

## Demografie
|  | Graficele sunt indisponibile din cauza unor probleme tehnice. Mai multe informații se găsesc la Phabricator și la wiki-ul MediaWiki. |

Date: Wikidata - grafică realizată de Wikipedia